# Rudolph Marschall
 (décembre 2018).
Si vous disposez d'ouvrages ou d'articles de référence ou si vous connaissez des sites web de qualité traitant du thème abordé ici, merci de compléter l'article en donnant les références utiles à sa vérifiabilité et en les liant à la section « Notes et références ».
Rudolf Ferdinand Marschall, né le 2 décembre 1873 à Vienne et mort le 24 juillet 1967 dans la même ville, est un sculpteur et un médailleur autrichien.
Il étudie à l'Académie des beaux-arts de Vienne et à Paris. Il est le directeur de l'École d'État de gravure autrichienne de 1905 à 1938. On lui doit des sculptures en bronze, lampes, portraits; des médaillons et bas-reliefs. Il obtint la médaille de bronze à l'exposition universelle de 1900.